# Аксюта, Татьяна Владимировна
Татья́на Влади́мировна Аксю́та (в девичестве — Голубя́тникова; род. 12 марта 1957, Москва) — советская и российская актриса

 театра и кино.

## Биография
Родилась 12 марта 1957 года в Москве.
Дважды пыталась поступить в педагогический институт, но каждый раз проваливала экзамены. Подала документы в Государственный институт театрального искусства им. А. В. Луначарского и поступила в мастерскую Владимира Валентиновича Кузьмина. В 1979 году, после окончания ГИТИСа, начала работу в Центральном детском театре и дебютировала в фильме «Перед экзаменом».
В 1980—1981 годах снялась в фильме «Вам и не снилось…» в главной роли Кати Шевченко. Фильм получил большой успех, согласно опросу журнала «Советский экран» был признан лучшей картиной 1981 года. «Вам и не снилось…» принёс широкую известность актрисе. 
В 1982 году Аксюта сыграла Василису Премудрую в фильме-сказке «Там, на неведомых дорожках…».
Через год она получила главную роль Марты в фильме-сказке «Сказка странствий». 
Последняя крупная роль в кино у Аксюты была в фильме 1985 года «Полевая гвардия Мозжухина».
В 1997 году завершила кинокарьеру, сыграв в фильме «Маленькая принцесса».
В дальнейшем Аксюта сосредоточилась на работе в Российском академическом молодёжном театре, где проработала до 2002 года. В настоящее время[когда?] ведёт драмкружок в Детском доме творчества в парке «Сокольники».

## Личная жизнь
Бывший муж — Юрий Викторович Аксюта (род. 1959), диктор и радиоведущий, впоследствии генеральный продюсер радиостанций «Европа Плюс» и «Хит FM». С февраля 2003 года — директор музыкального вещания «Первого канала».
- Дочь — Полина Юрьевна Аксюта (род. 1984)[6], после окончания французской спецшколы окончила Университет Сорбонны (историко-филологическое отделение) и Московский литературный институт (отделение художественного перевода). Проживает с мужем в Эстонии, оба работают на эстонском телевидении.

## Фильмография
| Год  |     | Название                       | Роль                           |
| ---- | --- | ------------------------------ | ------------------------------ |
| 1977 | ф   | Перед экзаменом                | Лена, невеста                  |
| 1980 | ф   | Вам и не снилось…              | Катя Шевченко                  |
| 1981 | ф   | Душа                           | супруга композитора Владимира  |
| 1981 | тсп | Тропинины                      | Люся                           |
| 1982 | ф   | Там, на неведомых дорожках…    | Премудрая Василиса Афанасьевна |
| 1983 | ф   | Сказка странствий              | Марта                          |
| 1983 | тсп | Метелица                       | Алёна                          |
| 1984 | ф   | Прежде, чем расстаться         | Анна Вячеславовна              |
| 1985 | ф   | Полевая гвардия Мозжухина      | Людмила                        |
| 1989 | ф   | Савраска                       | Екатерина, мама Парамона       |
| 1991 | тсп | Сон с продолжением             | Люба                           |
| 1991 | кор | День смерти лучше дня рождения | Имя персонажа не указано       |
| 1997 | ф   | Маленькая принцесса            | булочница                      |